# 白石玲菜
白石 玲菜（しらいし れいな、1993年〈平成5年〉9月30日 - ）は京都市左京区出身の女性レーシングライダー。花園大学卒。

## 人物
- 3歳からクラシックバレエを始め、バイクと出会ったのは小学校の2年生で、三重県鈴鹿市の鈴鹿サーキットで父親と一緒に「親子でバイクを楽しむ会」に参加、これがきっかけで12年間習ったクラシックバレエを辞め、ミニバイクレースに参加する[3]。
- 2012年にMFJレディースロードレースシリーズでチャンピオンを獲得。2013年に国内J-GP3クラスに参戦、2度の表彰台を獲得。2015年に全日本ロードレース選手権J-GPクラスに参戦、高杉奈緒子・岡崎静夏と並んでのエントリーリストとなった[4]。
- 2020年1月にレーシングライダーの伊藤勇樹と5年の交際期間を経て結婚した[5][6]。